# Adesmia trijuga
Adesmia trijuga är en ärtväxtart som beskrevs av William Jackson Hooker och George Arnott Walker Arnott. Adesmia trijuga ingår i släktet Adesmia och familjen ärtväxter. IUCN kategoriserar arten globalt som livskraftig. Inga underarter finns listade i Catalogue of Life.